# Näcken och Ägirs döttrar
Näcken och Ägirs döttrar är en oljemålning från 1850 av den svenske konstnären Nils Blommér. Den föreställer Näcken, spelande på en harpa, tillsammans med havsguden Ägirs döttrar i ett mörkt och månbelyst vatten. I bakgrunden syns silhuetten av Stegeborgs slottsruin.
Målningens sätt att blanda motiv från folktron och den nordiska mytologin var typiskt för sammanslutningen Konstnärsgillet, där Blommér ingick, liksom det dessförinnan hade varit för Götiska förbundet. Förlaga till bildmotivet är Arvid August Afzelius' dikt Näcken från 1812, även känd som Näckens polska och Djupt i havet på demantehällen. Det är diktens andra strof som Blommér har framställt:
| ” | Ägers döttrar honom sakteliga Gunga fram på den klara sjö. Harpans ljud de gå så sorgeliga, Söka fjerran en wåg att dö. Fast hans öga står åt dunkla Himmelen, Ingen stjerna bådar Nattens Drottning än; Freja smyckar sitt gyllne hår, Och Necken så sin sorg på Harpan slår: | „ |

Målningen ingår i en svit över de nordiska årstiderna, där den gestaltar höstkvällen. Blommér bestämde sig för att utföra sviten i september 1849. Han hade då redan färdigställt Sommarkvällen (även känd som Älvdrömmen) och Ängsälvor, där den senare gestaltar vårmorgonen. Sviten avslutades med den planerade Asgårdsreia (vinternatten), till vilken Blommér endast utförde ett utkast.
Näcken och Ägirs döttrar köptes av kung Karl XV och tillföll Nationalmuseum 1872 genom kungens testamente.